# Omicron1 Canis Majoris
Omicron1 Canis Majoris (ο1 CMa / 16 Canis Majoris / HD 50877) è  una stella supergigante rossa di tipo spettrale K2 della costellazione del Cane Maggiore con una magnitudine apparente di +3,82.
Condivide la denominazione di Bayer Omicron con la stella ο2 Canis Majoris, dalla quale dista visivamente meno di 2 gradi. Sebbene fisicamente non siano correlate essendo distanti almeno 70 anni luce, si è ipotizzato che entrambe le stelle siano nate nella stessa nube di gas e polveri interstellari.
La distanza stimata è di 1980 anni luce dal Sistema Solare.
È una stella fredda con una temperatura di 4000 gradi K, motivo per cui gran parte della sua radiazione è emessa nella regione dell'infrarosso, essendo 65.000 volte più luminosa del Sole.
La sua dimensione è stata stimata in 530 volte più grande del Sole, tuttavia uno studio del 2019 ha ridotto questo valore in 212 raggi solari.. Con una massa 15 volte superiore alla massa solare, terminerà la sua evoluzione stellare esplodendo come una supernova.
Omicron1 è stata catalogata come variabile irregolare, per la variazione della sua luminosità tra la magnitudine di +3,78 e +3,99.